# Joho (Pracimantoro)
Joho is een bestuurslaag in het regentschap Wonogiri van de provincie Midden-Java, Indonesië. Joho telt 3784 inwoners (volkstelling 2010).